# Гёрни, Рональд Уилфрид
Рональд Уилфрид Гёрни (англ. Ronald Wilfred Gurney; 1899 — 1953) — английский физик-теоретик.

## Биография
До 1935 работал в Манчестерском университете, затем до 1941 в Бристольском университете, с 1941 в Баллистических исследовательских лабораториях в Абердине, после чего в Аргоннской национальной лаборатории.
В 1928 совместно с Э. У. Кондоном (независимо от Г. А. Гамова) построил теорию альфа-распада как туннельного процесса, в 1931 впервые применил квантовую механику к электрохимии, в 1938 с Н. Ф. Моттом разработал первую теорию фотографического процесса (модель Мотта — Герни), в 1940 предсказал возможность протекания через диэлектрик управляемых эмиссионных токов.

## Публикации
- Мотт Н. Ф., Гёрни Р. У. Электронные процессы в ионных кристаллах. Издательство иностранной литературы, 1950.